# Caseta i túnel del ferrocarril Transpirenaic
La Caseta i túnel del ferrocarril Transpirenaic és una obra de Ripoll protegida com a Bé Cultural d'Interès Local.

## Descripció
El túnel té la façana frontal feta amb pedra picada. La seva monumental forma és a imitació del monestir de Ripoll, tal com ho prova l'existència de merlets en el coronament i una filera d'arcs cecs de punt rodó a imitació de l'estil llombard. A la façana també hi ha l'escut, molt desgastat, del cos d'obres públiques.
A tocar del túnel, a mà esquerra, hi ha l'edifici que havia fet les funcions d'habitatge del guardaagulles i de magatzem de material. L'edifici està format per planta baixa i primer pis. La façana dels baixos, feta amb pedra picada, presenta tres obertures amb arcs de punt rodó: una espitllera, una finestra i la porta per accedir a l'interior. El primer pis té la façana arrebossada i està feta de maons; presenta tres obertures de traços rectes. La coberta, de teula plana, és a un sol vessant.